# Ochrotrichia burdicki
Ochrotrichia burdicki is een schietmot uit de familie Hydroptilidae. De soort komt voor in het Nearctisch gebied.